# 持田古墳群
持田古墳群（もちだこふんぐん）は、宮崎県児湯郡高鍋町持田にある古墳群。国の史跡に指定されている。

## 概要

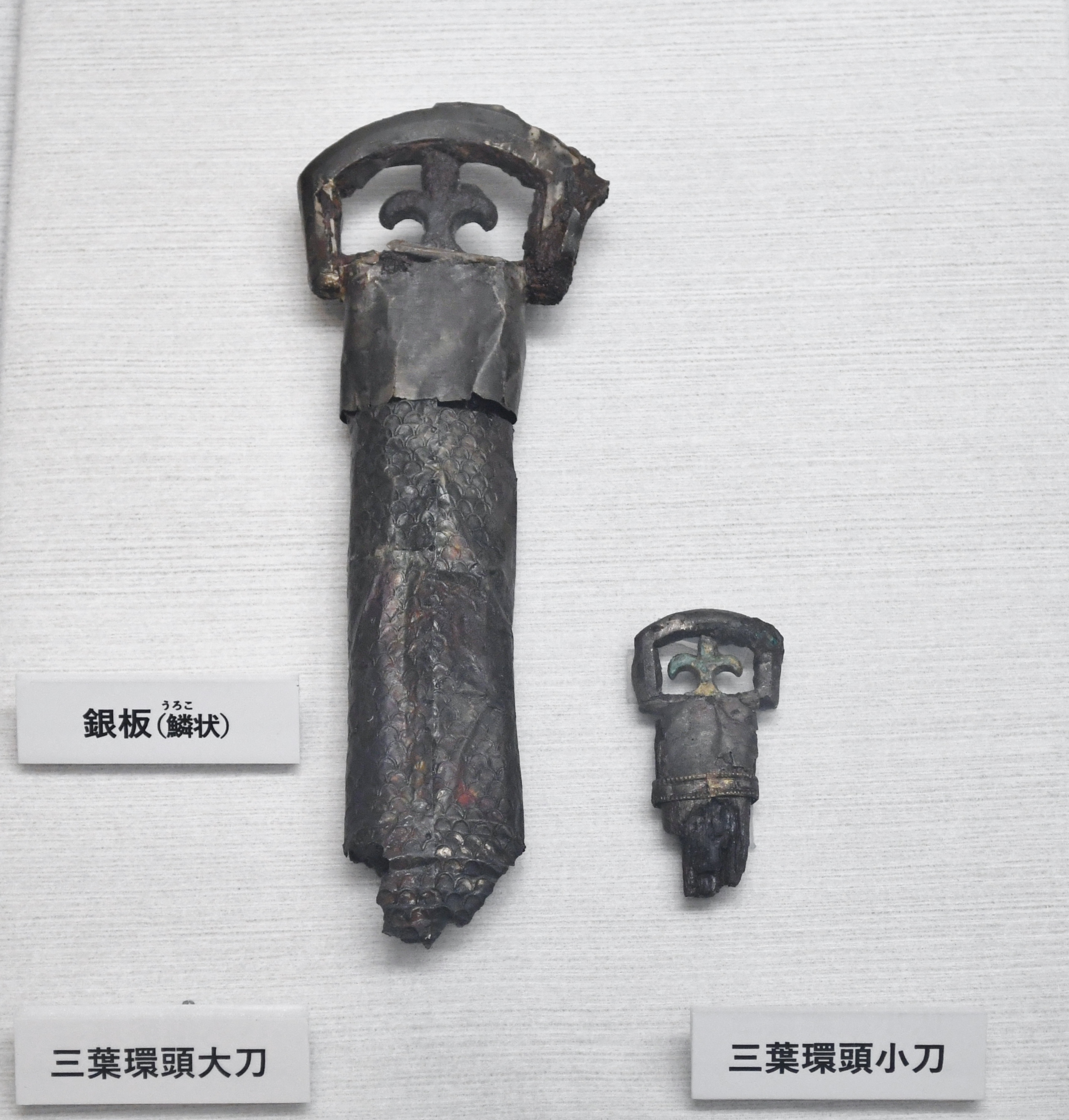
26号墳 三葉環頭大刀・小刀宮崎県立西都原考古博物館蔵、大阪歴史博物館企画展示時に撮影。

5～6世紀に造られたと推定されている。前方後円墳10基、円墳75基からなる古墳群である。持田旧48号墳からは、前橋天神山古墳の同范鏡が確認されている。古墳群は昭和初期に深刻な盗掘に遭っている。
高鍋町歴史総合資料館では、持田古墳群の石舟塚から出土した石棺が、2017年6月になって13年ぶりに展示された。

## 文化財

### 重要文化財（国指定）
- 日向国児湯郡持田古墳出土品（考古資料） - 持田25号墳出土の銅鏡2面、明細は以下。所有者は耕三寺、耕三寺博物館保管。1962年（昭和37年）6月21日指定[5][6]。
  - 画文帯神獣鏡 1面
  - 変形四獣鏡 1面

### 国の史跡
- 持田古墳群 - 1961年（昭和36年）2月25日指定[7]。

### その他

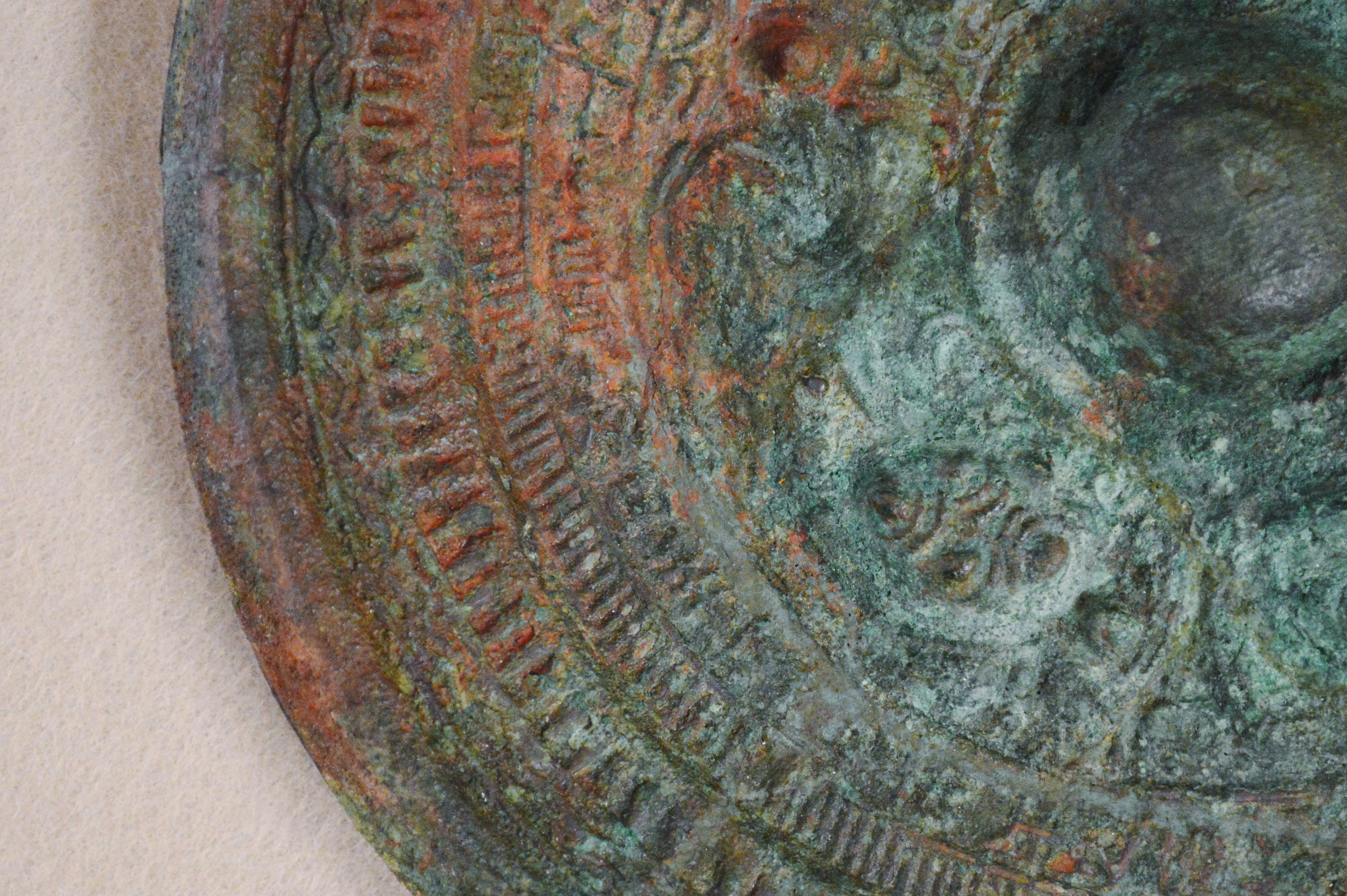
辰馬考古資料館蔵鏡の景初四年銘

- 馬具類 - 国の重要美術品。伝持田56号墳出土。天理大学附属天理参考館保管。
- 盤龍鏡 - 伝持田古墳群出土。「景初四年」銘を有する。辰馬考古資料館保管。

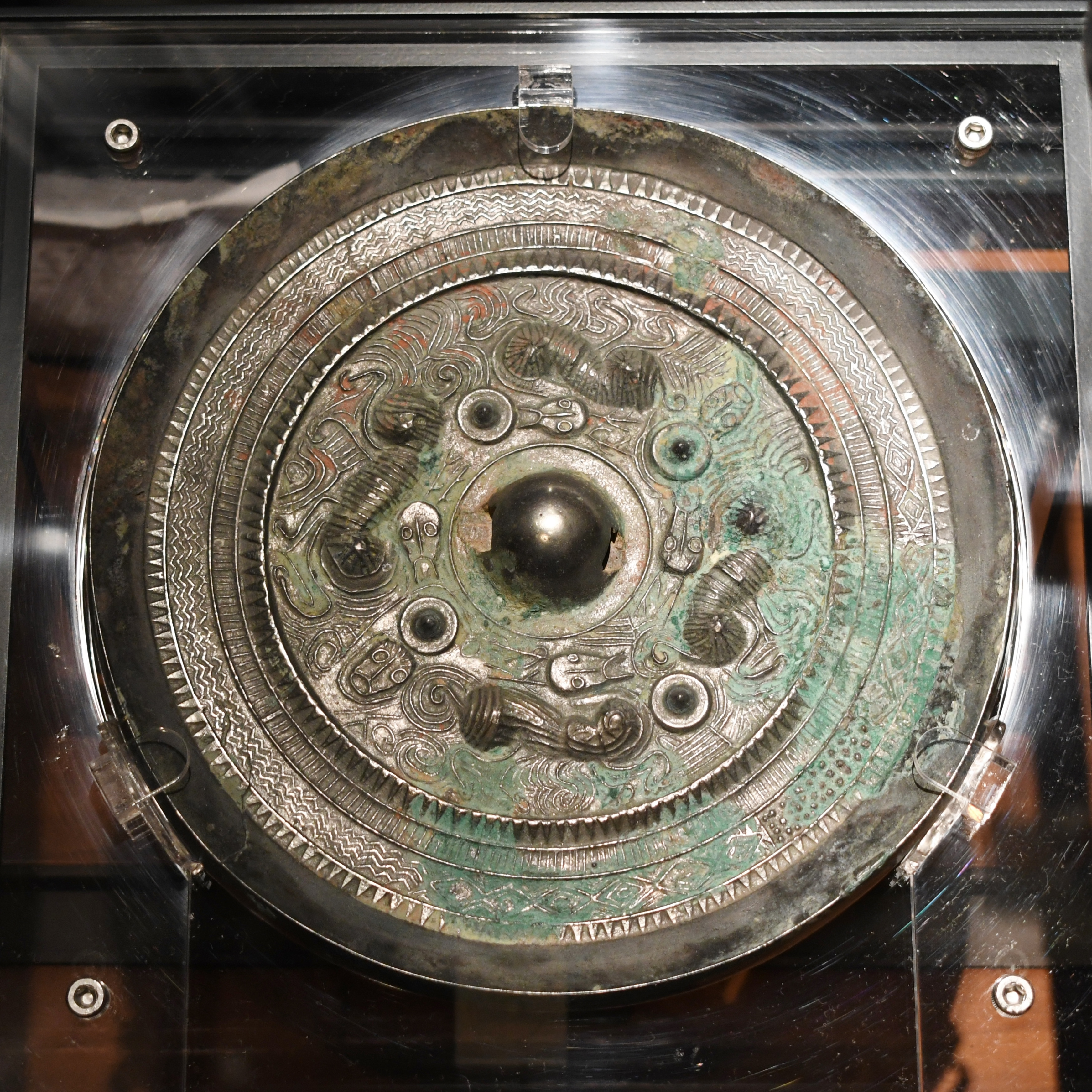
持田25号墳 四獣形鏡（複製） 宮崎県立西都原考古博物館展示。原品は耕三寺博物館蔵、国の重要文化財。
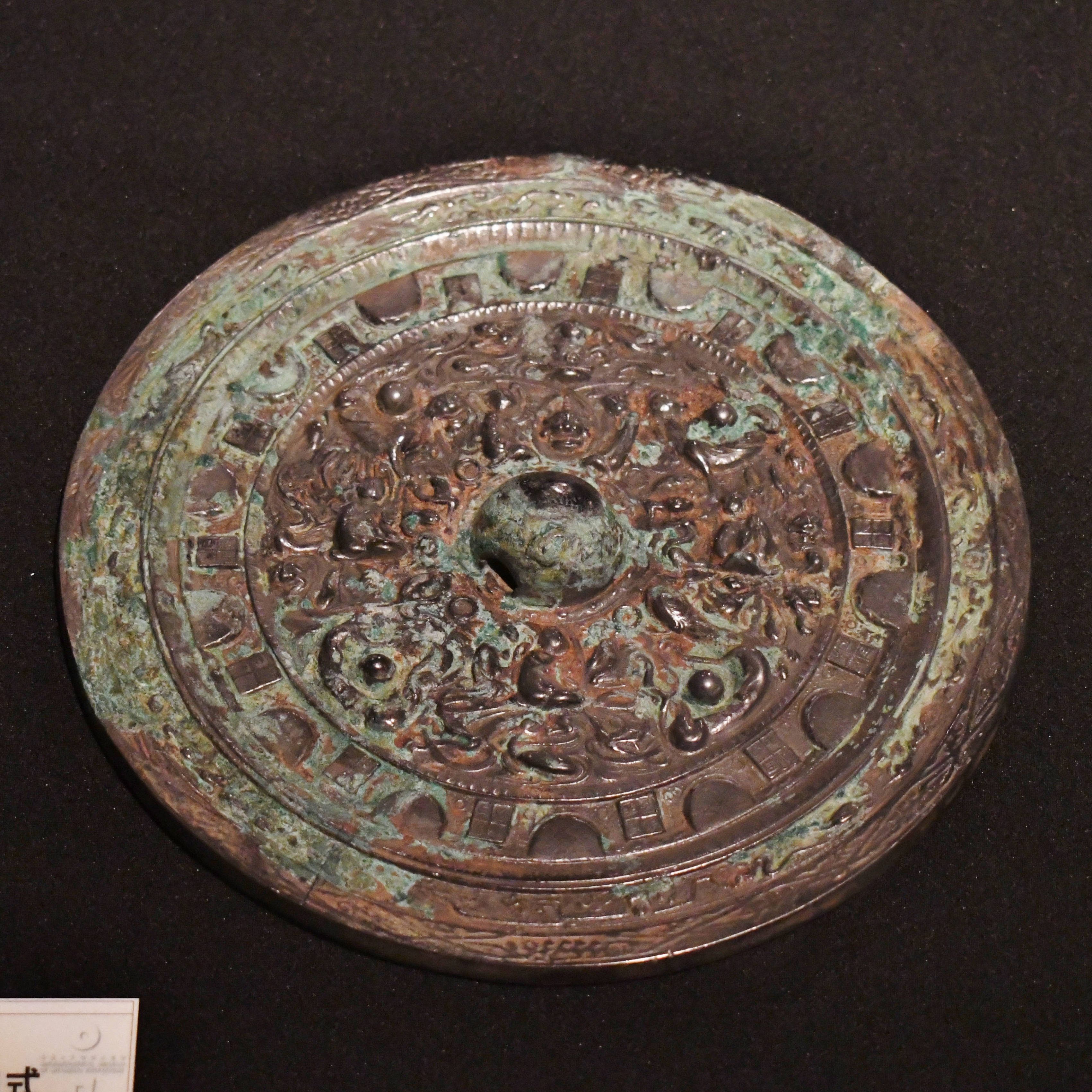
伝持田25号墳 画文帯同向式四神神獣鏡（複製） 宮崎県立西都原考古博物館展示。原品は耕三寺博物館蔵、国の重要文化財。
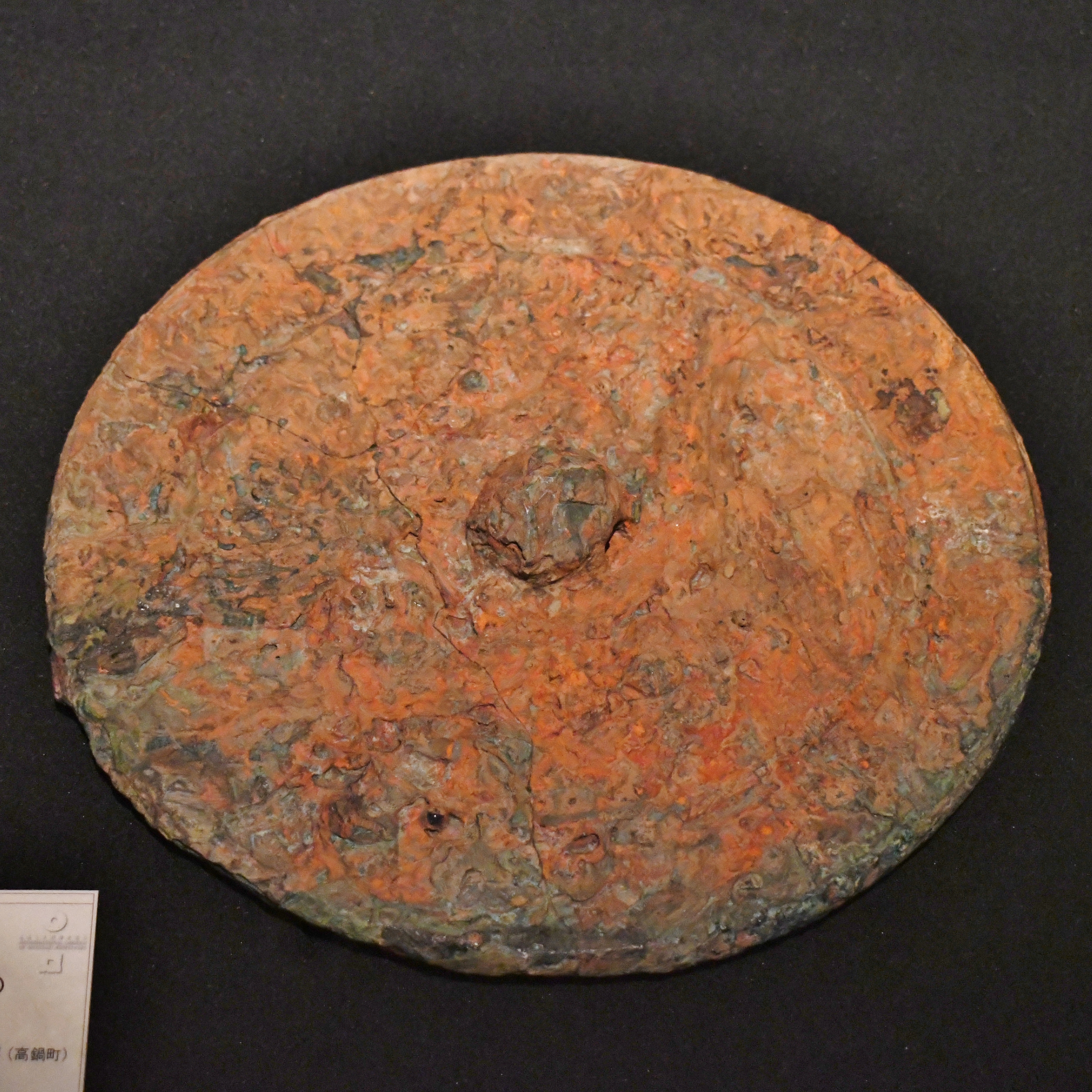
伝持田古墳群 鼉龍鏡（複製） 宮崎県立西都原考古博物館展示。原品は個人蔵、宮崎県総合博物館寄託。
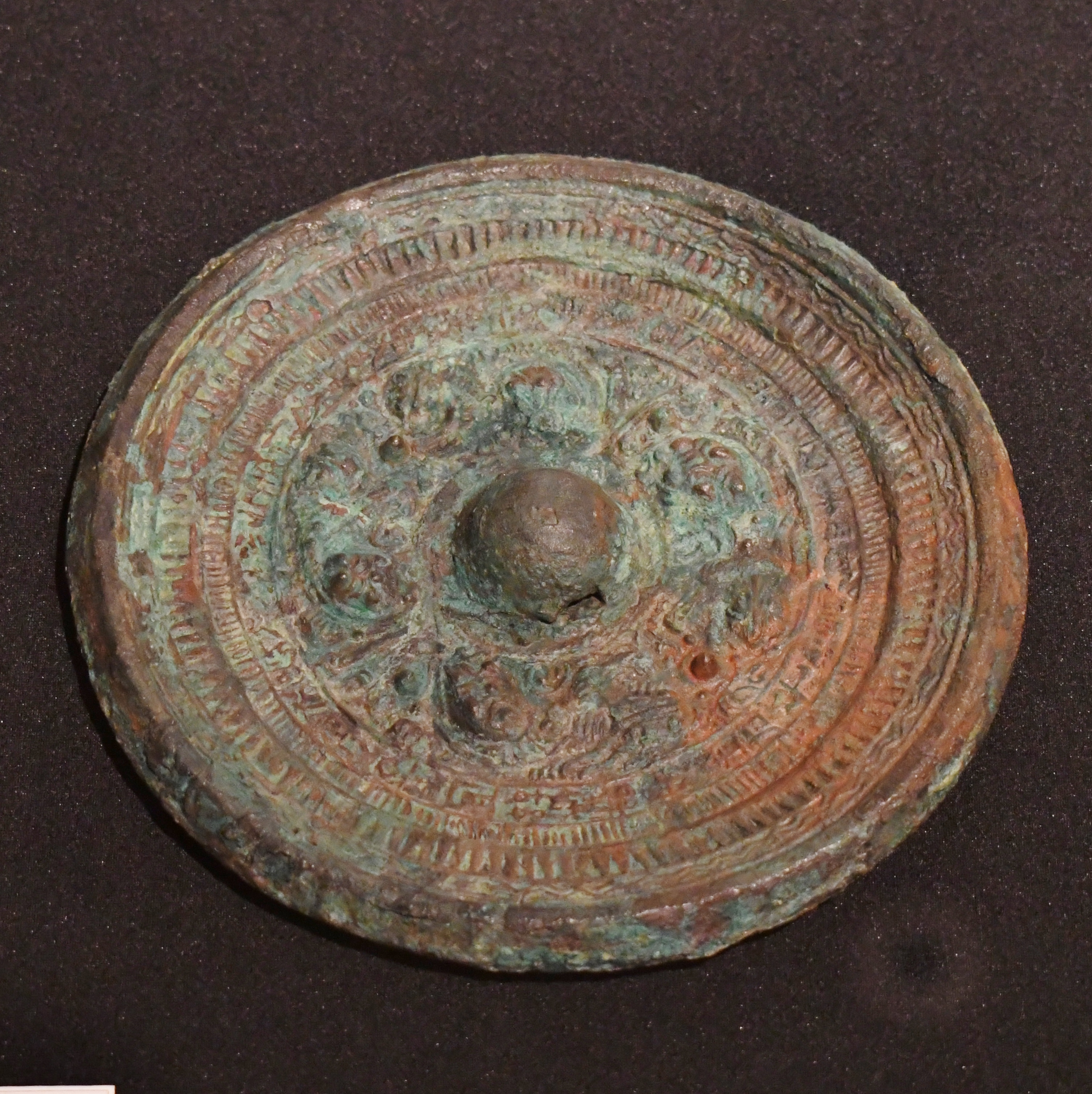
伝持田古墳群 盤龍鏡（複製） 宮崎県立西都原考古博物館展示。
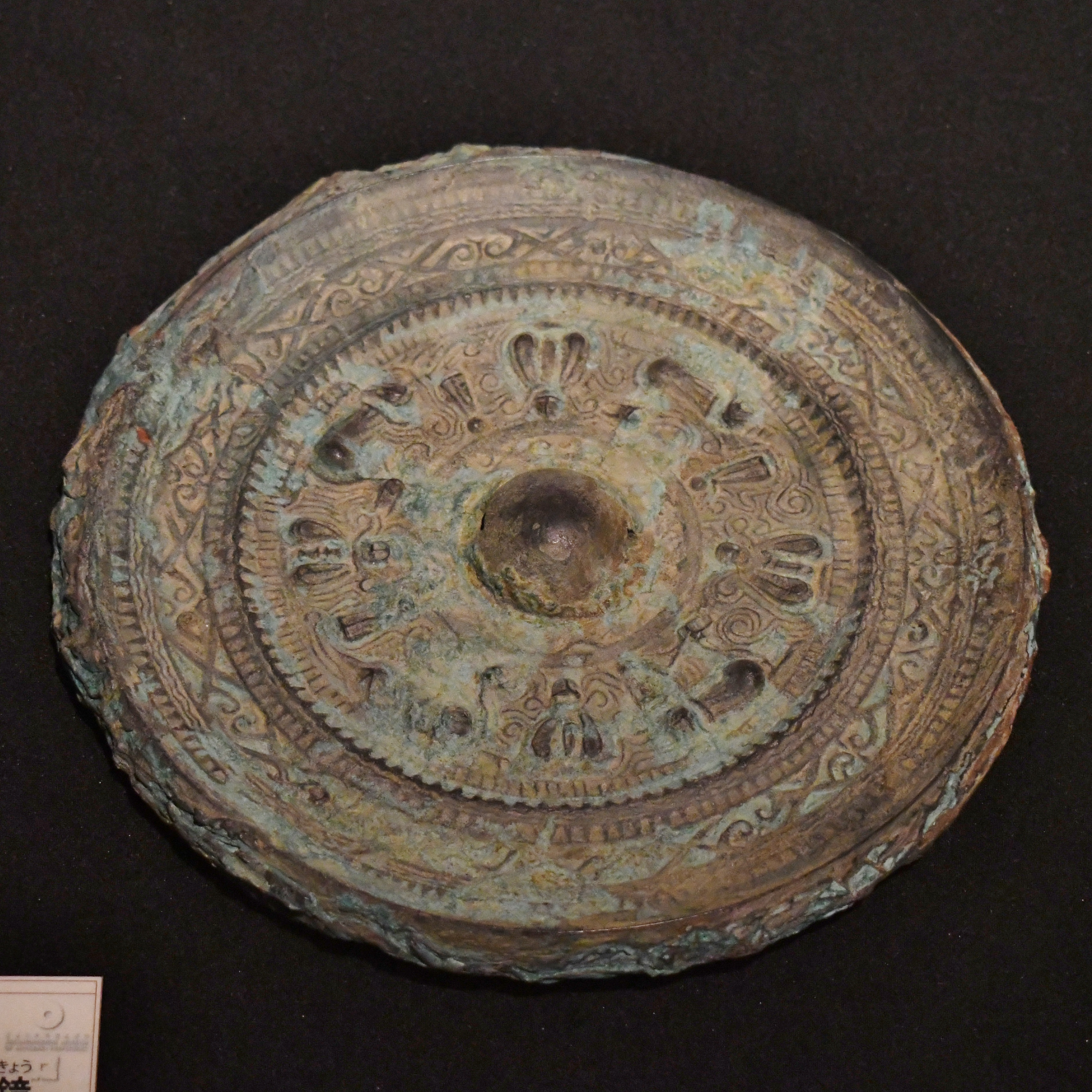
伝持田古墳群 仿製四神四獣鏡（複製） 宮崎県立西都原考古博物館展示。原品は個人蔵、宮崎県総合博物館寄託。
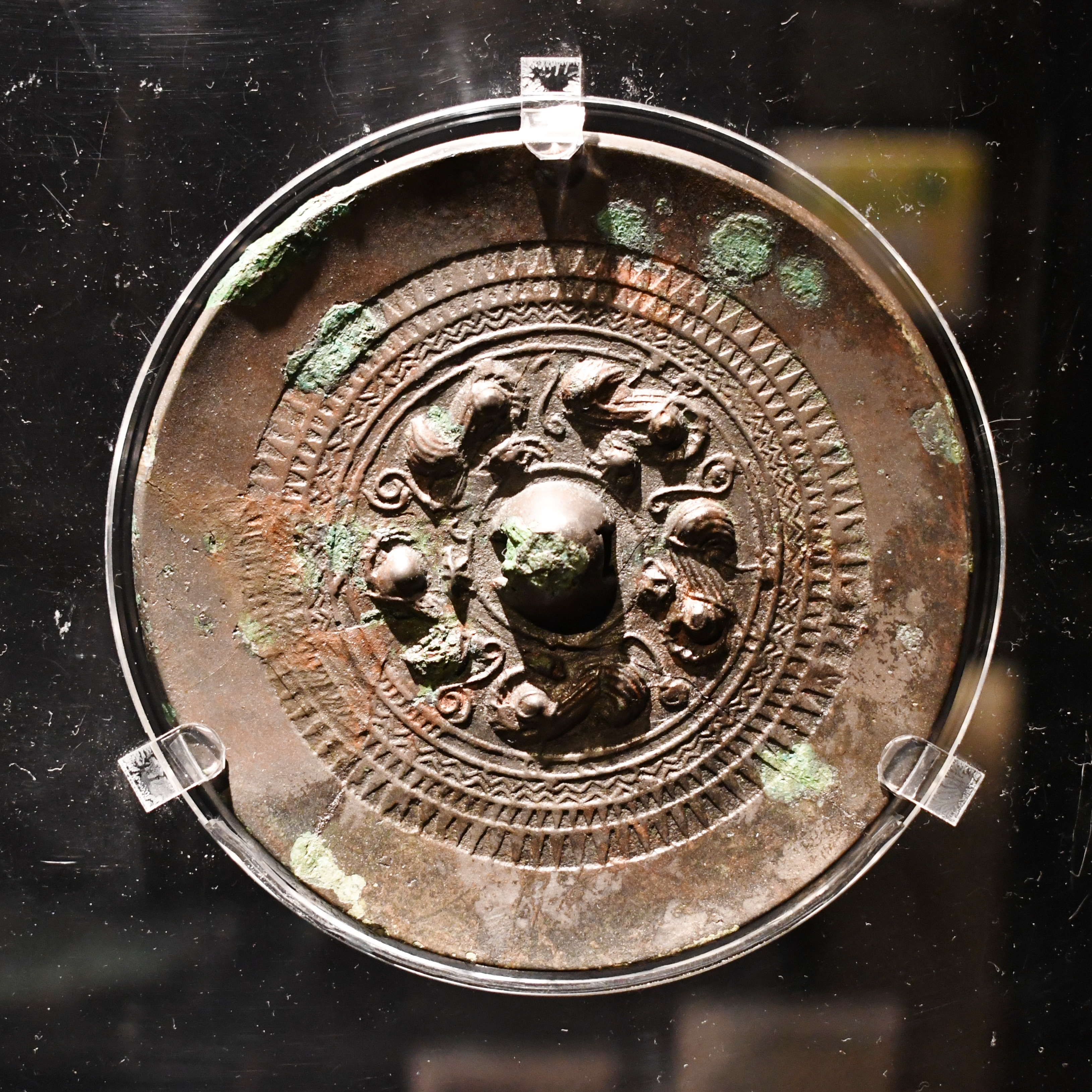
伝持田古墳群 五獣形鏡 宮崎県立西都原考古博物館展示。
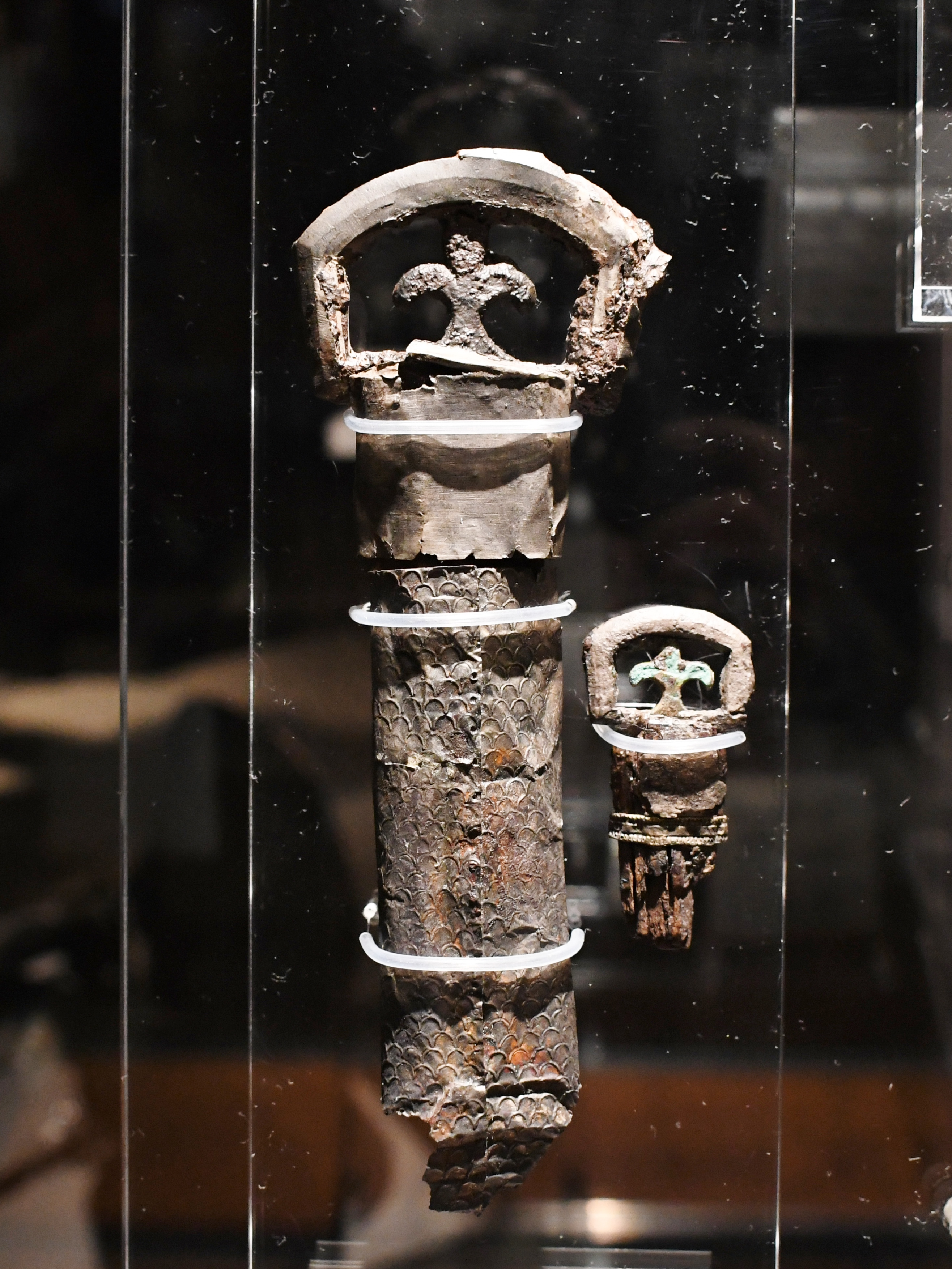
持田26号墳（旧28号墳） 三葉環頭大刀 宮崎県立西都原考古博物館展示。
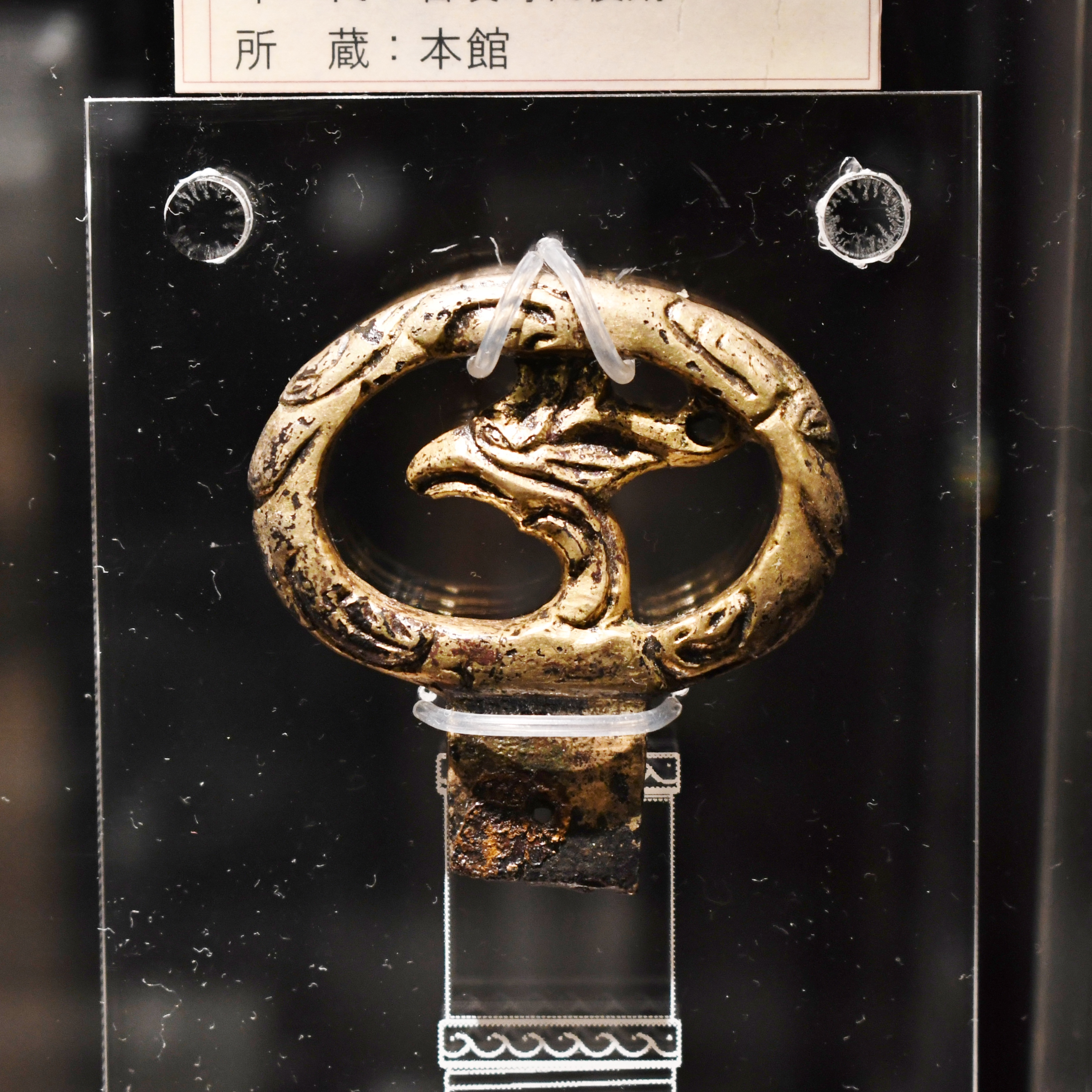
持田34号墳 単鳳環頭大刀柄頭 宮崎県立西都原考古博物館展示。
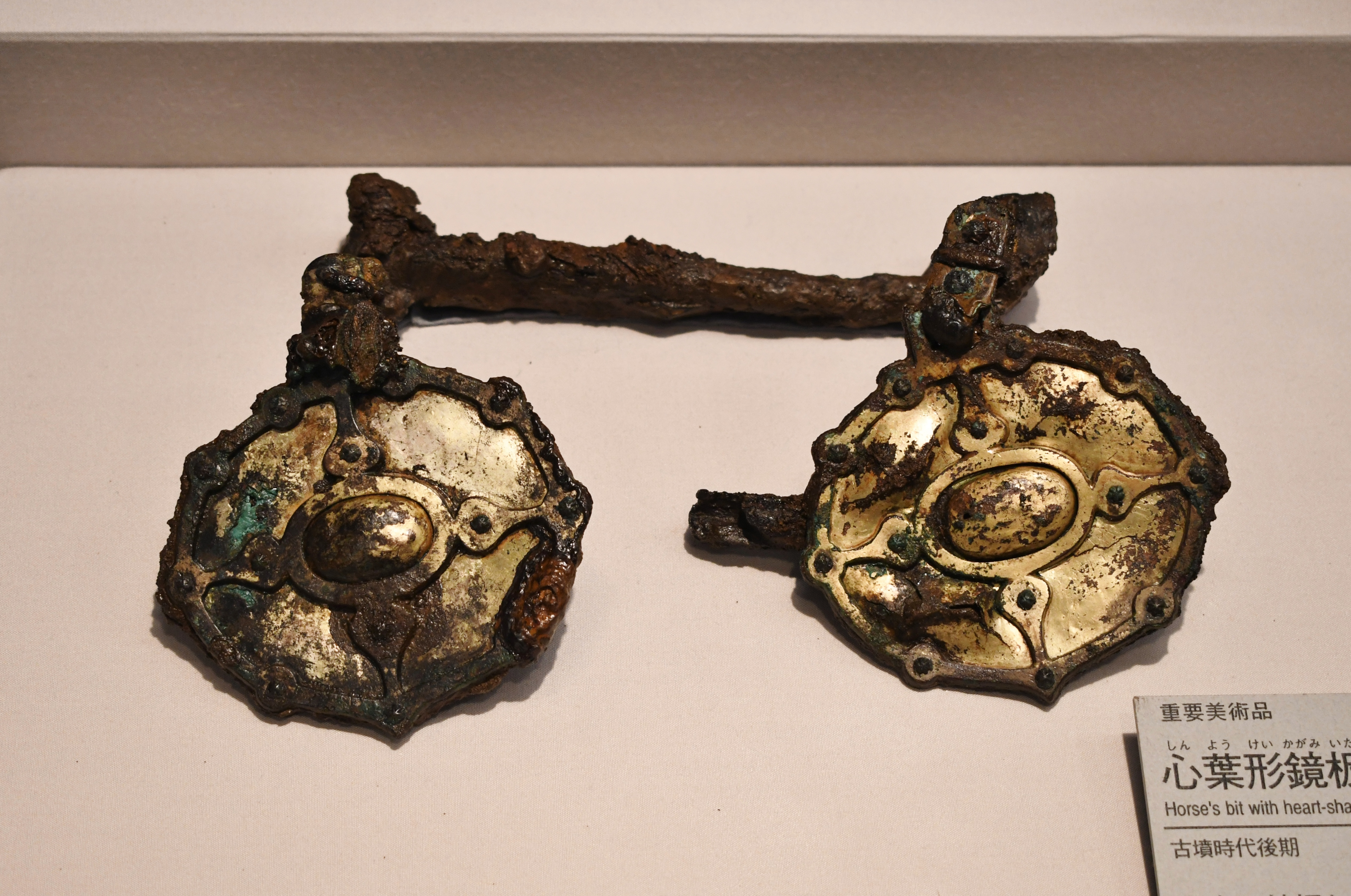
持田56号墳 心葉形鏡板 天理大学附属天理参考館展示。
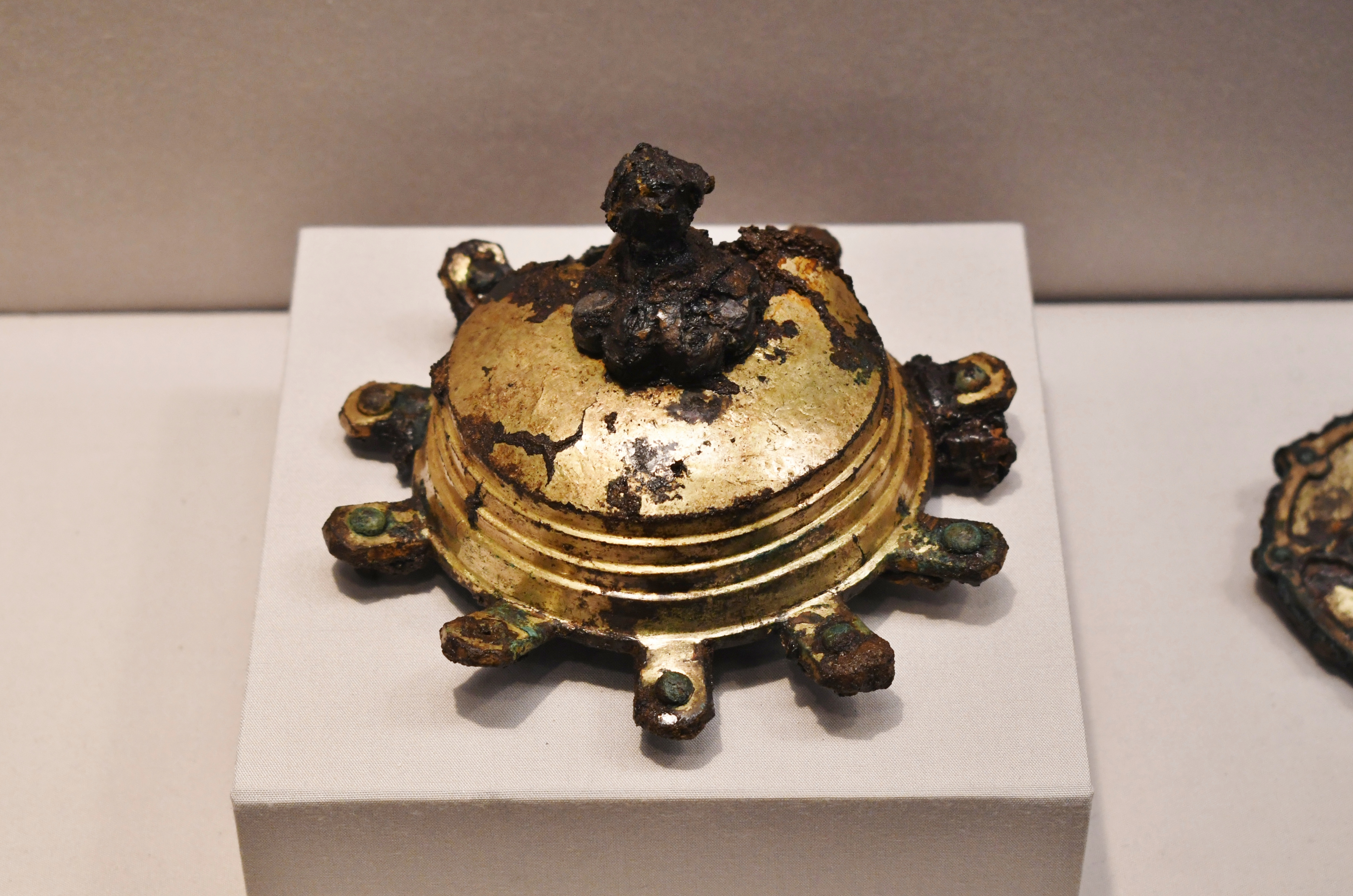
持田56号墳 雲珠 天理大学附属天理参考館展示。
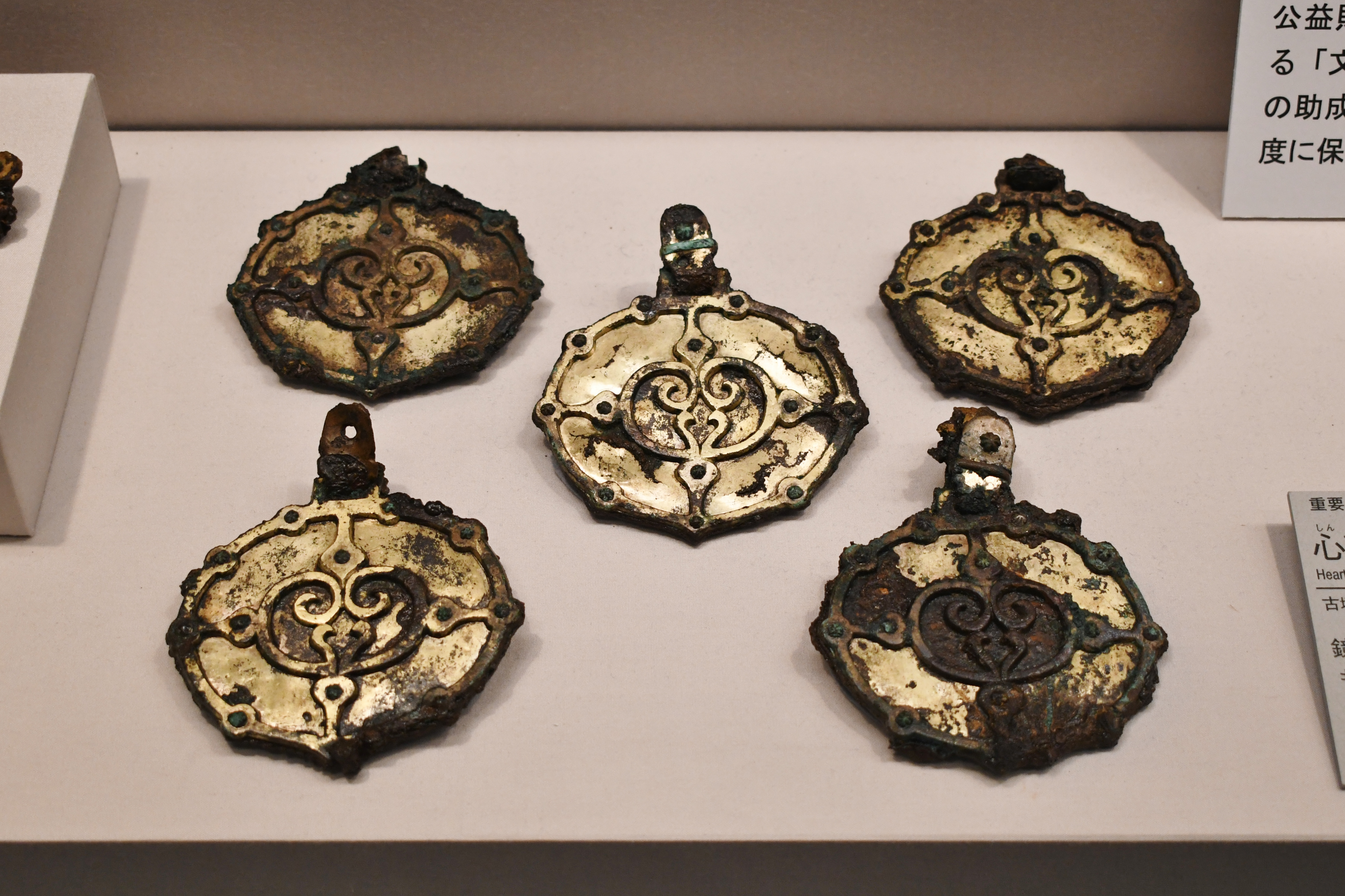
持田56号墳 心葉形杏葉 天理大学附属天理参考館展示。